# Ryonbong
Ryonbong General Corp is een Noord-Koreaans staatsbedrijf dat verantwoordelijk is voor de export van metalen, mineralen en machines. Het bedrijf heeft kantoren in verschillende landen. Het is ook deel-eigenaar van de Pyeonghwa Motors fabriek in Namp'o. In juni 2005 heeft president George W. Bush het bedrijf op de zwarte lijst gezet, omdat de Verenigde Staten vermoedt dat het bedrijf handelt in massavernietigingswapens.